# Joaquim Marsillach i Codony
Joaquim Marsillach i Codony (* 22. Mai 1905 in Olot; † 17. Juli 1986 ebenda) war ein katalanischer Maler, der in der Tradition der Schule von Olot stand. Er ist mit seinen klassischen, unverwechselbaren Landschaftsthemen ein Vertreter des bukolischen Realismus und kommt dabei dem Impressionismus sehr nahe.

## Leben und Werk
Marsillach hat die Escola de Belles Arts d’Olot durchlaufen. Er war Schüler von  Enric Galwey, Ignasi Mallol und Xavier Nogués. Erste Ausstellungen erfolgten ab 1933. Eine Ausstellung 1935 in Barcelona brachte bereits seinen künstlerischen Durchbruch; es folgten weitere Ausstellungen in Olot, Terrassa,  Barcelona, Valencia und in Madrid. 1954 nahm er an der Biennale in Havanna teil. Marsillach folgte der Landschaftsschule von Olot, die er modern und realistisch interpretierte. In diesen Stil brachte er seine persönliche Vorliebe für den Impressionismus mit ein. Mit dem Olotenser Realismus und dem für den Impressionismus typischen Pinselstrich, den fehlenden Detailzeichnungen und dem Interesse für die Natur wird er der herausragende, impressionistische Vertreter der Schule von Olot. Um nicht den Eindruck von Einsamkeit im Bild aufkommen zu lassen, spiegelt er über Reflexe des Wassers und Reflexe von Bäumen seine Bildfiguren.
Marsillach gehörte zu der Generation von Josep Pujol, Ramon Barnadas und Pere Gussinyé der Schule von Olot. Von den vier genannten ist er derjenige, der sich am wenigsten thematisch und motivisch weiterentwickelt hat. Er hat alle Lehren des ausgehenden 19. und des beginnenden 20. Jahrhunderts dieser Landschaftsmalereischule aufgenommen und in sein Werk integriert. Er selbst ist verliebt in die Landschaft (das Objekt) und die Landschaftsmalerei selbst. Er wollte diese Landschaften weder idealisieren noch verändert darstellen. Er bot sie in ihrer ganzen Reinheit, Integrität und Schönheit dar. Wenn ein Baum gefällt wurde, hat er sich immer dagegen gestellt. Das Zerstören der Natur in der Franko-Zeit hat er strikt abgelehnt. Jede Zerstörung der Natur empfand er als eine Zerstörung seines eigenen Lebens. Er sah den Menschen immer in seiner Verletzlichkeit und Gefährdung. Sein malerisches Werk reflektierte immer einen inneren Frieden mit der Natur. All seine Landschaften sind Friedenslandschaften. Seine Landschaften zeigten eine Welt ohne Kontaminierung und Umweltzerstörung. Sein Werk definierte er als ein Werk vor der Plastikzeit. Die Suche nach der unzerstörbaren Materie, dem Plastik und den Plastikprodukten, wird uns nach Marsillach selbst zerstören. Marsillachs Werk ist somit als emotionale Erinnerung an eine bessere Zeit zu werten, die im Gedächtnis des Malers geblieben ist. Marsillach legte die schmutzige Welt beiseite und gab uns dafür eine saubere Kunst, in der man den Brunnen und den Vogelgesang noch hören konnte. Diese ursprünglich aus Olot stammende Kunst wurde besonders in der Großstadt Barcelona gewürdigt. Marsillach führte deswegen auch eine jährliche Fahrt nach Barcelona durch, wo sein Werk absolut treue Kunden hatte. Diese ursprünglich Olotenser Kunst sollte in keiner Weise durch neue Kunstrichtungen in Frage gestellt oder gar liquidiert werden.